# محمود طه
محمود طه (1942 - 6 فبراير 2017) فنان تشكيلي، خزّاف وفُخّاري أردني من أصل فلسطيني من مواليد يازور، يرجع إليه الفضل في تحسين مهارات الكتابة والخط لكثير من الطلاب في المدارس الأردنية.

## تعليمه
حصل على درجة البكالوريوس في الفنون (تخصص خزف) من أكاديمية الفنون الجميلة ببغداد عام 1968، درس أصول الخط العربي وطرزه على يد الخطاط العراقي هاشم محمد البغدادي.
أكمل دراسته العُليا لمدة عام في كلية كاردف للفنون في ويلز في بريطانيا عام 1975.

## معارض
- 1968 المركز الثقافي الأمريكي - عمان
- 1970 جاليري قادس – عمان.
- 1972 صالة محترفه الخاص – عمان.
- 1974 المركز الثقافي البريطاني - عمان
- 1975 صالة كونتاكت – بيروت.
- 1976 المتحف الوطني الأردني - عمان
- 1978 المركز الثقافي البريطاني بمشاركة محمود صادق
- 1980 المتحف الوطني الأردني - عمان
- 1982 روكسول جالير – لندن بمشاركة الأميرة وجدان ومهنّا الدرّة
- 1986 صالة رابطة الفنانين التشكيليين الأردنيين
- 1988 المتحف الوطني الأردني - عمان
- 1989 الشارقة – الإمارات العربية
- 1990 المركز الثقافي الملكي - عمان
- 1990 الجائزة الدولية التقديرية
- 1991 معرض في أمريكا جورجيا، سفانا
- 1992 جائرة هيئة التحكيم / بينالي القاهرة الدولي الأول للخزف
- 1992 واجهة الجناح الأردني في معرض اشبيلية 1992 Expo
- جاليري عالية
- 1994 دائرة الفنون
- 1996 فاز بمنحة دولية كفنان في جامعة سان خوزيه – كاليفورنيا- اقام معرضا في مونتالغو في ساراتوغا- كاليفورنيا
- 2008 غاليري بنك القاهرة عمان، بالعاصمة الأردنية
- شارك في معظم المعارض الجماعية الأردنية منذ عام 1968
- معرض الربيع لعشرة فنانين في فندق الأردن عام 1971
- بينالي الإسكندرية لدول حوض البحر المتوسط 1970
- المعارض الأردنية في الدول الأوروبية والشرقية
- رافق أعمال معرض الفن التشكيلي الأردني في بكين / الصين عام 1985
- معرض السنتين في الكويت 1974-1986 شارك في أعمال ندوة الفن والحياة المعاصرة في الوطن العربي والمعرض المرافق لها 1986
- معرض الجرافيك العالمي في تايوان 1985

## عضويات
- عضو مؤسس في رابطة الفنانين التشكيليين العرب
- عضو الأمانة العامة للاتحاد للفنانين التشكيليين العرب
- عضو جمعية الخزافين البريطانيين

## الجوائز
حصل على جائزة الدولة التقديرية العام 1990 
حصل علي ميدالية الحسين للتفوق العام 2002

## وفاته
توفي في فبراير 2017 عن عمر يناهز 74 عام.

## وصلات خارجية
- محمود طه على موقع أرشيف الشارخ.
- موقع الفنان التشكيلي محمود طه
- Mahmoud-Taha's facebook  على فيسبوك.
- «ذاكرة» معرض بالأردن ينبه لمخاطر تهويد القدس
- محمود طه.. ساحر التراب بهاء الروح معلقة على جدار